# Großenkneten
Großenkneten est une municipalité allemande du land de Basse-Saxe et l'arrondissement d'Oldenbourg.